# Acar

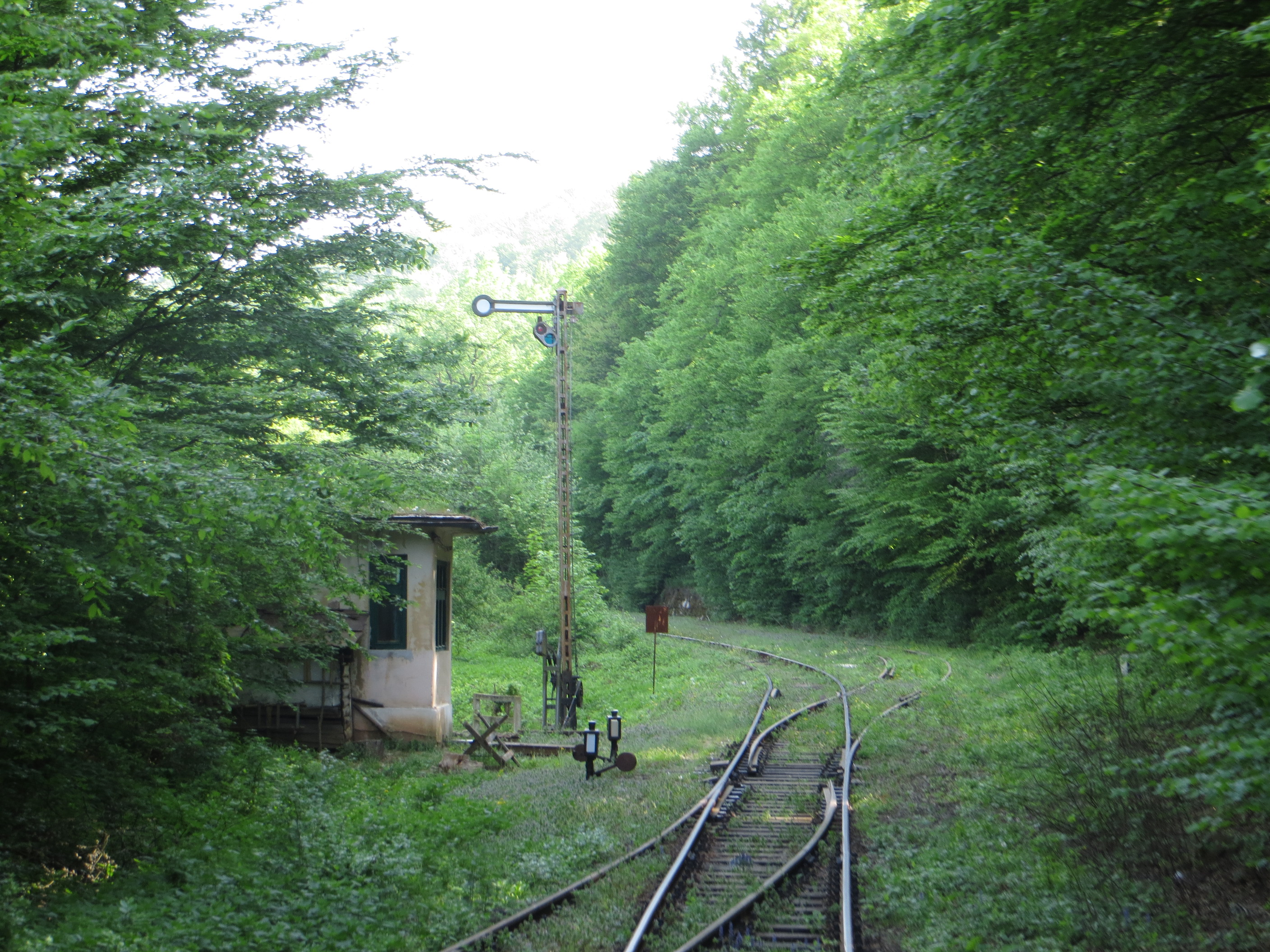
Macaz pe calea ferată Oravița–Anina. Macazul este un tip de aparat de cale manevrat de acar.

În terminologia căilor ferate, acarul este agentul însărcinat cu manevrarea semnalelor și a aparatelor de cale. Meseria de acar este clasificată cu codul 831204 în lista ocupațiilor din România.

## Descrierea postului
Rolul acarului este de a manipula semnalele feroviare și aparatele de cale aflate în responsabilitatea sa, pentru a asigura buna desfășurare a traficului feroviar. Acarul este, de asemenea, responsabil și de siguranța personalului care lucrează pe calea ferată, închizând partea de linie afectată de operațiunile de întreținere sau reparații. El acționează în subordinea unui agent responsabil cu siguranța circulației. 
Acarul e abilitat să manevreze diverse instalații, pornind de la cele vechi, mecanice, acționate cu pârghii, și până la instalațiile de centralizare electrodinamică (CED) de dată mai recentă, întâlnite în două variante constructive, cu relee și computerizate.
Datorită funcției sale de responsabil cu manevrarea semnalelor care permit oprirea sau schimbarea liniei unui tren, acarul este principalul garant al siguranței circulației. Pentru a îndeplini această sarcină, el are autoritate în domeniul securității feroviare asupra altor agenți feroviari, precum frânarii, manevranții de vagoane sau mecanicii de locomotivă. În timpul serviciului, acarul execută toate operațiile privind circulația trenurilor și manevra vehiculelor feroviare specifice posturilor de macazuri, conform comenzilor, ordinelor și dispozițiilor primite de la impiegatul de mișcare. Acarul este supravegheat de un revizor de ace, iar în cazurile când acesta din urmă lucrează fără acar, preia și răspunde în totalitate de obligațiile de serviciu ale acarului. Printre alte sarcini, frânarii, acarii și agenții de manevră răspund și se ocupă de protecția trenurilor de marfă în timpul călătoriilor, controlează circulația feroviară acționând semnalele și asigură deplasarea materialului rulant în triaje.
În cazul reviziilor la depou, mecanicul de locomotivă trebuie să se prezinte la cabina acarilor, unde i se certifică pe foaia de parcurs ora de intrare a locomotivei în depou. După aceea, acarii notifică personalul de tură și manevranții, care vor dirija locomotiva la locul de revizie. Șeful de tură trebuie informat și el de acari că o locomotivă a intrat în depou, pentru a putea urmări programul de revizie. După efectuarea reviziei, mecanicul de locomotivă se prezintă din nou la cabina acarilor, ca să anunțe că este gata de plecare din depou. Acarii informează stația de cale ferată racordată depoului respectiv că locomotiva este pregătită de expediere în stație.

## Atribuțiuni
Conform fișei postului, acarul răspunde de:
- organizarea circulației trenurilor și a manevrei vehiculelor feroviare. Mai precis, manipularea semnalelor și acelor, cu scopul stabilirii unui traseu care să permită trecerea unui tren în siguranță și la ora prevăzută;
  - uneori, în funcție de post și de importanța liniei, acarul este însărcinat cu arbitrarea conflictelor de circulație apărute în timpul întârzierilor sau incidentelor. În caz contrar, această atribuție cade în sarcina impiegatului de mișcare;
- compunerea, echiparea și deservirea trenurilor;
- manipularea macazurilor și semnalelor la manevră sau deraiere, executarea manevrei și executarea manevrei cu transporturi speciale;
- restricții de viteză și închideri de linie. În particular, acarul răspunde de interzicerea accesului pe anumite linii sau porțiuni de linie, fie pentru a proteja personalul care se ocupă cu lucrări de întreținere, reparații sau modernizare, fie pentru a împiedica trenurile să se îndrepte către obiecte sau evenimente care le pot pune în pericol siguranța (arbori căzuți, animale sau persoane pe șine);
- gestionarea din cabina acarului a incidentelor descrise mai sus, care prezintă un pericol pentru circulația feroviară: animale sau persoane pe șine, obiecte căzute pe linii, sinucideri;
- gestionarea atribuirii și utilizării căilor de serviciu ale unei gări: depouri, triaje, grupe de primire, peroane, etc.;
- asigurarea materialului rulant contra fugirii;
- gestionarea alimentării cu energie electrică a anumitor catenare, în speță cele ale liniilor de serviciu care deservesc depourile, triajele sau grupele de primire.

## Perspective
Meseria de acar este amenințată cu dispariția în viitor, deoarece modernizarea rețelelor feroviare va presupune gestionarea acestora din centre de comandă regionale, în locul actualelor cabine de acar. Personalul care se va ocupa de sarcinile actualmente rezervate acarilor va fi mai puțin numeros, și compus din agenți de circulație care vor opera posturi informatizate, telecomandând semnalizarea unei regiuni întregi.